# Nikola Jurčević
Nikola Jurčević (Zagabria, 14 settembre 1966) è un allenatore di calcio ed ex calciatore croato, di ruolo attaccante.

## Palmarès
- Campionato austriaco: 2

Salisburgo:  1993-1994, 1994-1995